# Kīlauea

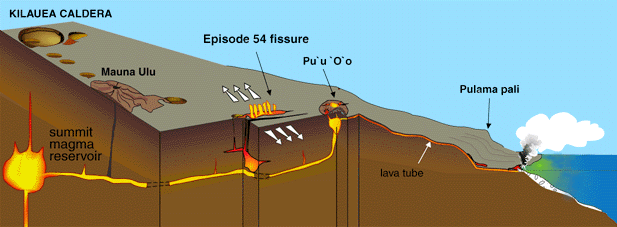
Schematische tekening van de uitbarsting van Kilauea via de Puʻu ʻŌʻō-krater in de oostelijke riftzone

Kīlauea is een actieve vulkaan op het eiland Hawaï in het Hawaii Volcanoes National Park in de staat Hawaï. Het is een van de zes schildvulkanen die samen het grootste eiland van Hawaï vormen. In het Hawaïaans betekent kīlauea "spuwen", wat refereert aan de vele lava die de vulkaan voortbrengt. De vulkaan is een van de actiefste en meest bezochte ter wereld. Kīlauea is de recentste van een lange lijn vulkanen die zijn ontstaan door de Hawaïaanse archipel, waar de Pacifische plaat over een hotspot schuift.

## Beschrijving
De vulkaan ligt tegen de zuidelijke flank van een veel grotere vulkaan, de Mauna Loa. Mauna Loa's massieve omvang (4169 meter) is in sterk contrast met die van Kīlauea, die maar 1247 meter hoog is.
De vulkaan is opgebouwd door frequente lavastromen. Op de top van de vulkaan is een grote caldera met een diameter van ongeveer vijf kilometer. In deze caldera bevindt zich de Halema'uma'u-krater, hier was tot mei 2018 een lavameer aanwezig, de krater barstte op 20 december 2020 opnieuw uit. Naast de caldera is er een groot aantal kraters, waarvan Puʻu ʻŌʻō die tussen 1983 en 2018 actief was. Veel vulkanische activiteit van Kīlauea vindt plaats langs spleeterupties.

## Uitbarstingen
Ongeveer negentig procent van het oppervlak van de Kīlauea bestaat uit lavastromen van minder dan 1100 jaar oud en zeventig procent van het oppervlak is jonger dan zeshonderd jaar.
Er waren 45 uitbarstingen van Kīlauea in de 20e eeuw. De Mauna Ulu-uitbarsting begon op 24 mei 1969 en eindigde op 22 juli 1974. Dit was de tot dan toe langste uitbarsting ooit van een Hawaïaanse vulkaan.
Tussen 1983 en 2018 was de Kīlauea voortdurend actief vanuit de Puʻu ʻŌʻō-krater. De vulkaankegel staat op de oostelijke riftzone van de vulkaan. De kegel spuwde sinds de uitbarsting op 3 januari 1983 continu lava, waardoor het de langst levende riftzone-uitbarsting van de laatste twee eeuwen was. Deze uitbarsting produceerde lavastromen van elf tot twaalf kilometer en bestrijkt een gebied van 117 vierkante kilometer aan land. In de zee is door afkoelende lava al twee vierkante kilometer nieuw land ontstaan. De meeste lavastromen bereikten de kust van de Grote Oceaan.
In maart 2008 was er een explosie in de Halemaumau-krater - voor het eerst sinds 1924 - en sindsdien stoot de krater een grote hoeveelheid zwavelhoudend gas uit, die afhankelijk van de windrichting, sterke fog (smog door vulkaan) veroorzaakt op verschillende plaatsen op het eiland. In mei 2018 zakte de kraterbodem meer dan 200 meter in. De inzakking van de krater bleef doorgaan tot augustus en ging gepaard met een grote lavaproductie in de oostelijke riftzone. De vulkaan verwoestte veel en er is nog altijd wat schade overgebleven.

### Lavastromen 2018
Wikinieuws

Lavastromen van de Puna-spleeteruptie in 2018

Op 30 april 2018 stortte de Puʻu ʻŌʻō-kraterbodem in, waarmee een einde kwam aan de activiteit van deze krater. Vanaf 3 mei vormde zich ten oosten van de krater een spleeteruptie in Leilani Estates in de lage Puna-zone, met meerdere lavastromen als gevolg. Deze nieuwe uitbarsting ging gepaard met een sterke aardbeving van 6,9 op de schaal van Richter. Meer dan 1500 inwoners werden geëvacueerd uit Leilani Estates en Lanipuna Gardens. Op 20 mei doorsneed een lavastroom in het zuiden highway 137 en bereikte de oceaan. Een nieuwe lavastroom afkomstig uit spleet nr. 8 (fissure 8) in Leilana Estates vernielde een deel van de geothermische centrale van Puna, die hierdoor buiten werking moest worden gesteld. De centrale leverde elektriciteit voor een kwart van het eiland. De lava stroomde verder noordoostwaarts en doorsneed op 2 juni highway 137 ten noorden van de Kapohokrater waardoor Vacationland Hawaii onbereikbaar werd over land. In een breed front baande de lava zich vervolgens een weg door Vacationland Hawaii om in de avond van 3 juni de oceaan te bereiken in Kapoho Bay.
Kapoho Bay werd helemaal gevuld met lava, en 279 huizen, voornamelijk vakantiewoningen aan de baai werden bedolven, alleen enkele huizen aan de noordzijde van de baai in de gated community Kapoho Beach Lots bleven gespaard. Kapoho Bay stond bekend vanwege zijn snorkelmogelijkheden, warme bronnen en orchideekwekerijen. Op 18 juni had de lava in totaal 712 huizen vernield. Bij spleet nr. 8 hebben lavafonteinen tot 70 meter hoogte een sintelkegel gevormd, die officieus de naam Puʻu Leilani heeft gekregen.
Op 11 juli werd de lavastroom naar Kapoho Bay ter hoogte van de Kapoho Crater geblokkeerd. De lava-rivier van spleet nr. 8 ontwikkelde een nieuwe hoofdroute richting Ahalanui Park. Op 12 juli werd ook dit recreatiepark, inclusief de naastgelegen school bedolven onder de lava. Sinds 5 augustus is de vulkanische activiteit in de East Rift Zone sterk afgezwakt, de lavafontein in de sintelkegel van spleet nr. 8 is veranderd in een lavameer en er stroomt er geen lava meer uit.

## Legende
Kīlauea wordt gezien als het huidige thuis van Pele, de vulkaangodin uit Hawaïaanse legendes. Verschillende lavaformaties zijn naar haar genoemd (peleharen en peletranen).

## Galerij

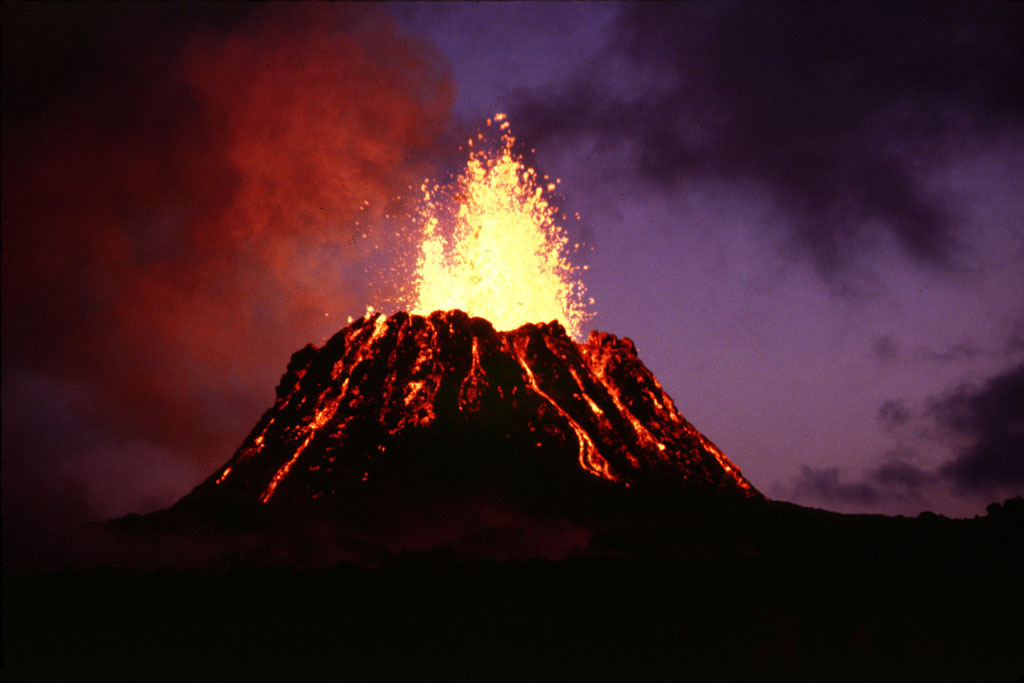
De Puʻu ʻŌʻō is een van de vulkaankegels op de Kīlauea. De afbeelding toont een uitbarsting van deze kegel in 1983. De lavafontein reikt ca. 40 m hoog.
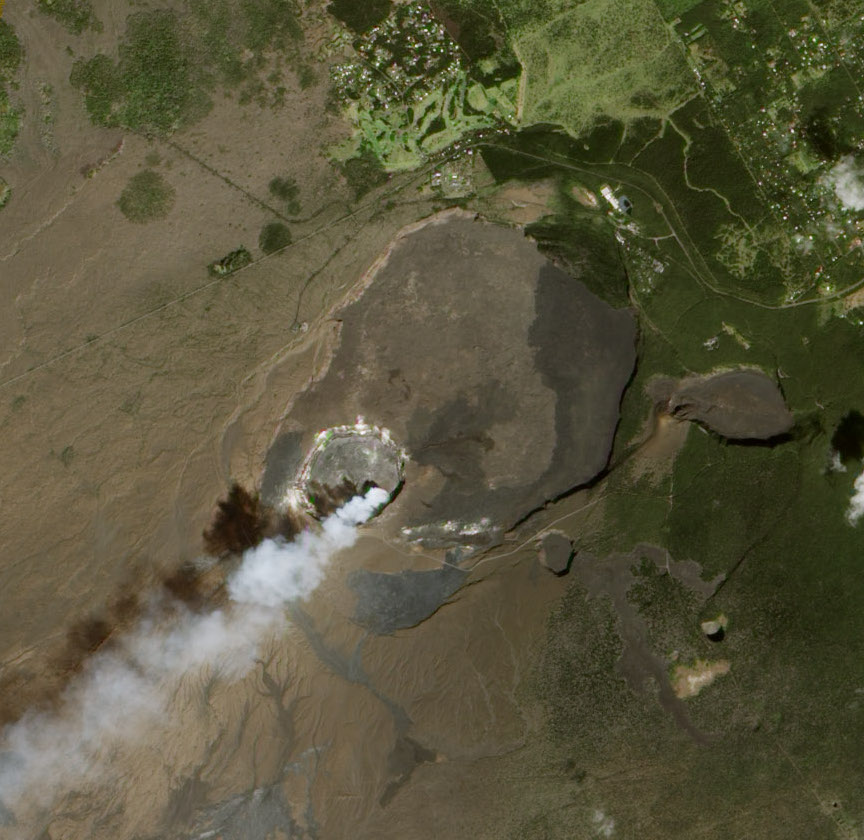
De caldera van Kilauea met de krater Halemaumau
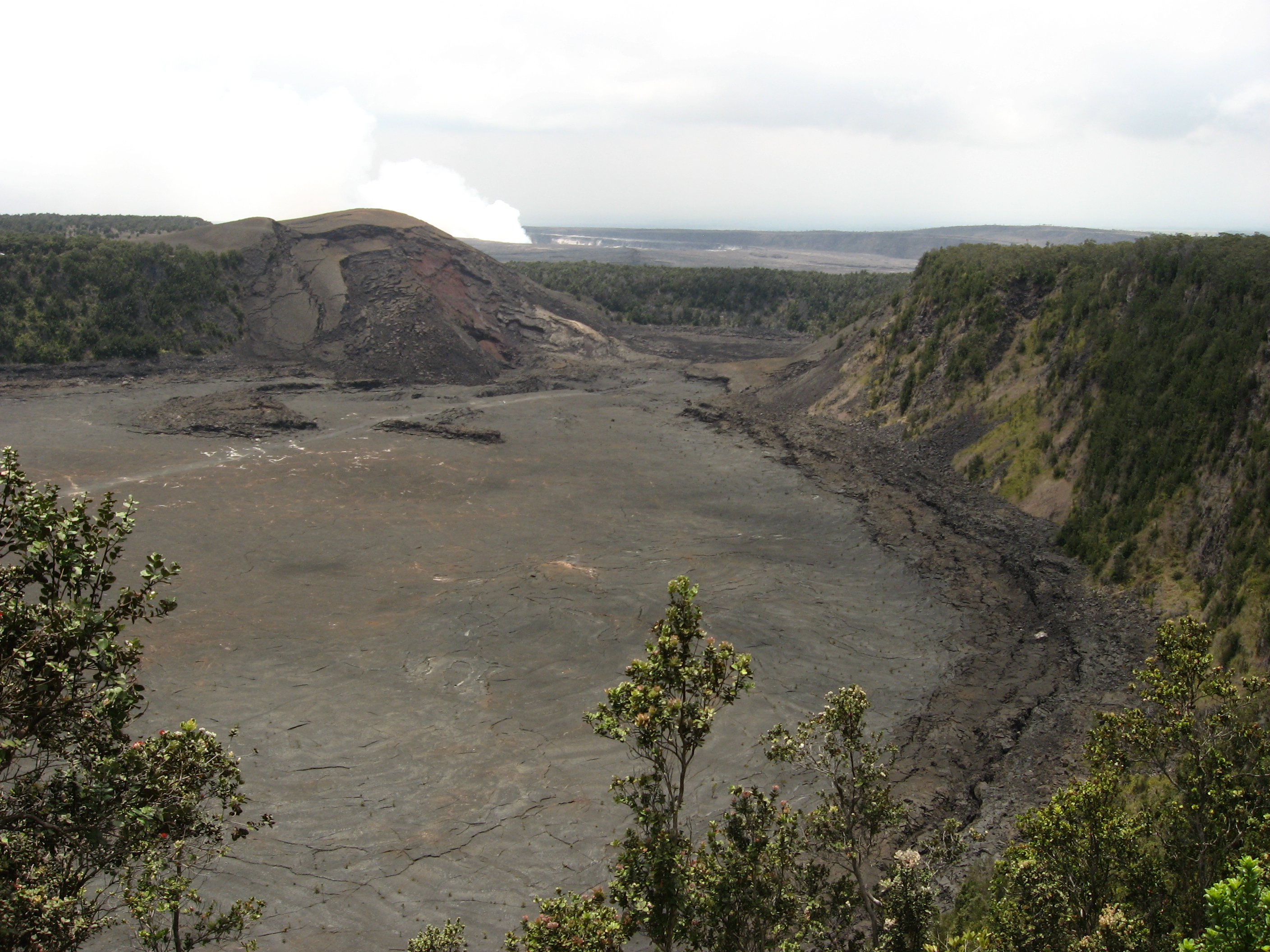
Krater Kīlauea Iki
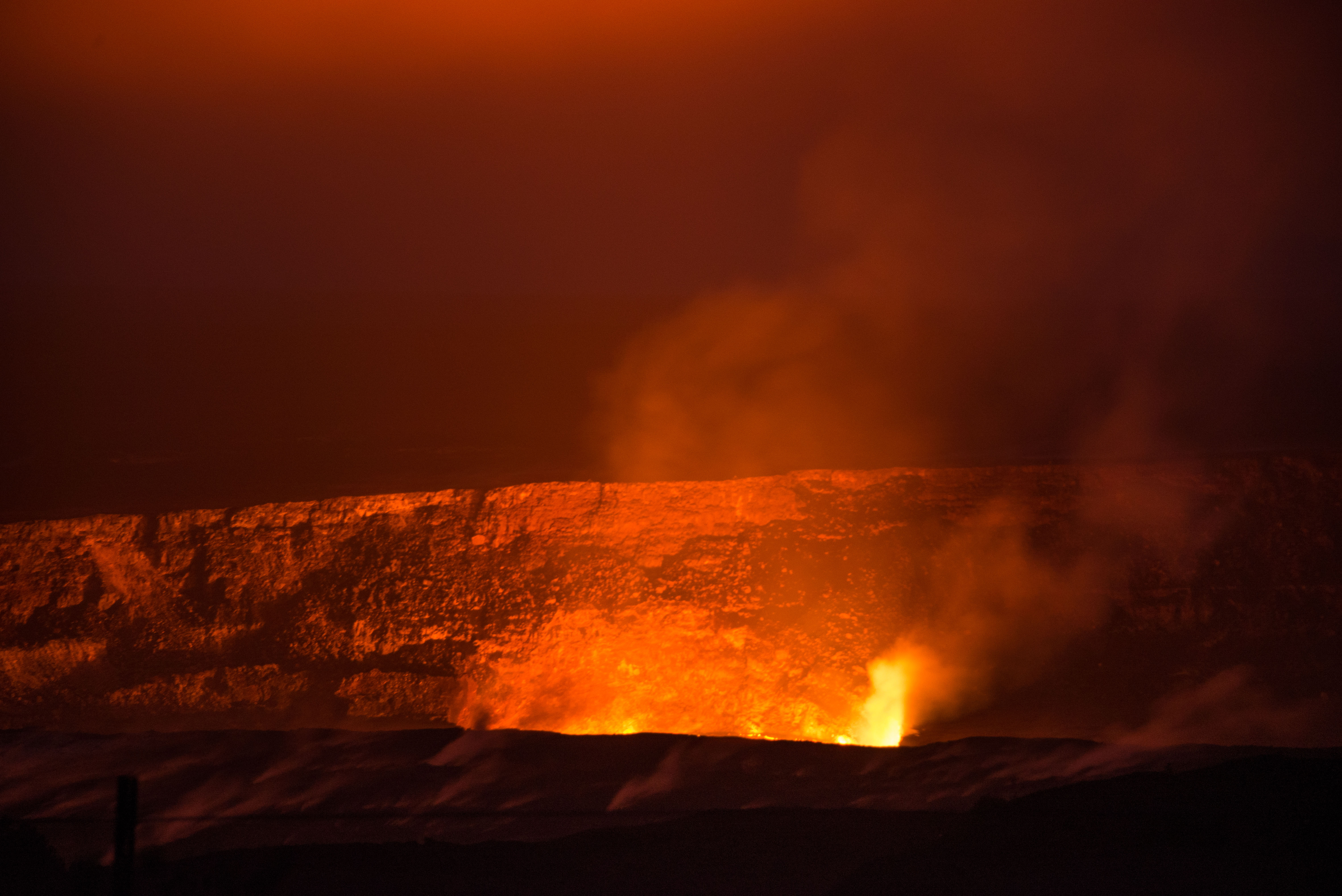
Krater Halemaumau in 2015
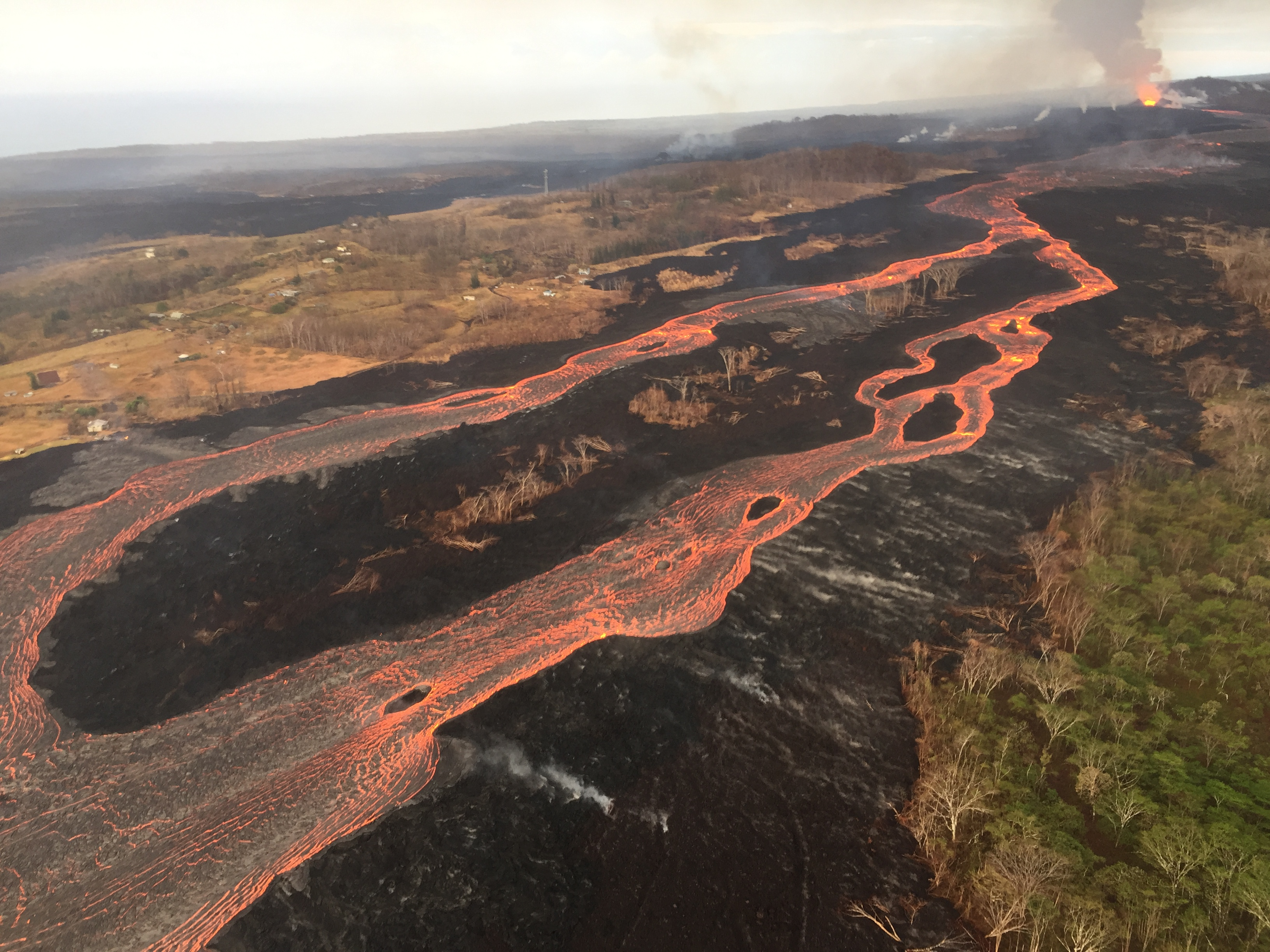
De uitbarsting van Fissure 8 op 2 juli 2018